# 崖州猪屎豆
崖州猪屎豆（学名：Crotalaria yaihsienensis）为豆科猪屎豆属下的一个种。

## 扩展阅读
- 維基物種上的相關：崖州猪屎豆